# Andriej Smirnow (reżyser)
Andriej Smirnow (ros. Андрей Сергеевич Смирнов; ur. 12 marca 1941 w Moskwie) – radziecki i rosyjski reżyser oraz aktor filmowy.

## Życiorys
Jest synem znanego pisarza Siergieja Smirnowa. W 1962 roku ukończył studia na wydziale reżyserskim WGIK w klasie Michaiła Romma.
Debiutował w 1962 filmem Ej, kto nibut'! (Эй, кто нибудь!). Jego najsłynniejszym dziełem jest dramat Dworzec Białoruski (1970). Opowiada on historię weteranów wojennych, którzy wracali kiedyś z frontu właśnie na Dworzec Białoruski, a spotykają się po latach w Moskwie. W listopadzie 2011 miał swoją premierę jego film Żyła sobie baba.
Smirnow wystąpił także w szeregu filmów jako aktor, m.in. w Persona non grata (2005) w reżyserii Krzysztofa Zanussiego.
Smirnow przewodniczył jury konkursu głównego na 46. MFF w Wenecji (1989).

## Filmografia

### reżyseria
- 1970: Dworzec Białoruski
- 2011: Żyła sobie baba

### aktor
- 2005: Persona non grata